# Walking in Different Circles
«Walking in Different Circles» — песня, созданная авторским тандемом Ларри Вайса и Скотта Инглиша, выпущенная в виде сингла американской рок-группы The Elves. Была записана осенью 1968 года и поступила в продажу летом следующего года на лейбле Decca Records в формате 7-дюймовой пластинки со скоростью вращения 45 оборотов в минуту.
Представляет собой дебютную запись нью-йоркского квинтета, возглавляемого Ронни Джеймсом Дио. А также первый релиз музыкантов после продолжительного простоя, вызванного автокатастрофой. До этого заглавная песня выпускалась предыдущей инкарнацией этого же коллектива — Ronnie Dio and the Prophets, а также ещё рядом современных американских исполнителей конца 1960-х годов.
Первый из двух синглов, составляющих дискографию The Elves.

## Исторический фон
К моменту записи сингла музыканты работали вместе уже несколько лет. У истоков The Elves стояли школьные друзья Ник Пантас и Рональд Падавона (взявший себе впоследствии псевдоним Ронни Джеймс Дио), организовавшие свою первую музыкальную группу ещё в конце 1950-х. В 1961 году их коллектив стал называться Ronnie Dio and the Prophets и к началу второй половины десятилетия в него вошли уже большинство музыкантов The Elves. Под этим названием ансамбль просуществовал до середины 1967 года и успел записать один концертный альбом и выпустить несколько синглов. Последним из которых стал записанный в конце 1966 и выпущенный в апреле 1967 года «Walking in Different Circles».
Осенью того же года Пантас и Падавона решили сменить название группы на The Electric Elves. Под этим брендом они смогли выпустить один сингл, а 12 февраля 1968 года, возвращаясь с очередной концертной резиденции, фургон с музыкантами попал в серьёзную автомобильную аварию, в которой Пантас погиб, а практически все остальные участники получили травмы различной степени тяжести. На восстановление и возврат к активной концертной деятельности ушло несколько месяцев.

## Запись, продвижение и восприятие
В течение осени 1968 года удалось подписать контракт на выпуск сингла с американским подразделением Decca Records, а в ноябре приступить к записи первой работы. Ею стал сингл «Walking in Different Circles» / «She’s Not the Same». Сессии прошли в нью-йоркской студии CBS 30th Street Studio (известной также под своим неофициальным названием «Храм») на День благодарения. Продюсером записи выступил сам автор титульной композиции, нью-йоркский поэт-песенник Скотт Инглиш. Звукорежиссёром стал Клаус Огерман. По окончании записи он наложил на полученный результат дополнительную дорожку со струнно-смычковой секцией. Второй записанной композицией стала авторская работа The Electric Elves — написанная Дугом Талером баллада «She’s Not the Same».
В конце года ансамбль очередной раз меняет своё название, сократив его до просто The Elves. Сингл был запланирован к выпуску в первой половине июля 1969 года. К этому времени группа вернулась к активным концертным выступлениям, активно включая «Walking in Different Circles» в свой репертуар. Так, её презентация в Нью-Йорке прошла 25 июня 1969 года в культовом ночном клубе Steve Paul’s Scene. Это было первое представление квинтета в городе с момента подписания контракта с Decca. Мероприятие посетил журналист Billboard Дэниел Голдберг, составивший подробный отчёт на страницах еженедельника. Концертная программа The Elves в тот период времени состояла преимущественно из смеси музыкальных стандартов вроде «A Taste of Honey» и аранжировок популярных тогда произведений The Beatles, но и включала в себя немногочисленные собственные сочинения. Голдберг высоко оценил сплочённость коллектива и исполнительское мастерство его участников, охарактеризовав их как «пять сливающихся личностей, а не одна выдающаяся звезда» с аккомпанементом, а само выступление назвал впечатляющим, заметив что «в отличие от множества групп, которые придерживаются формул и музыкальных клише, The Elves предлагают звук и стиль, которые, хотя и не всегда успешны, являются их собственными». Из своего материала публицисту больше всего запомнилась «Amber Velvet», тогда как презентованная в ходе шоу «Walking in Different Circles» произвела на него менее яркое впечатление. Кроме этого, вскоре после выхода сингла «Walking in Different Circles» приняла участие в танцевальном конкурсе телепрограммы American Bandstand в выпуске от 2 августа 1969 года.
В рецензии на сингл, опубликованной 19 июля 1969 года в американском музыкальном журнале Cash Box, обозреватели рубрики поздравили автора титульной композиции Скотта Инглиша с сильным продюсерским дебютом, а саму «Walking in Different Circles» описали как «мощную молодёжную балладу с явным хитовым потенциалом, который способен сделать её очень популярной среди слушателей или любителей танцев». Billboard составил сходный по духу отклик. Со слов его авторов «эффектный дебют новой группы» представлял собой «заразительный бабблгам-свинг», а качество музыкального материала и продюсерской работы были отменными.

## Список композиций
| №  | Название                       | Автор(ы)                 | Длительность |
| -- | ------------------------------ | ------------------------ | ------------ |
| 1. | «Walking in Different Circles» | Скотт Инглиш, Ларри Вайс | 2:35         |

| №                   | Название             | Автор(ы)            | Длительность |
| ------------------- | -------------------- | ------------------- | ------------ |
| 2.                  | «She’s Not the Same» | Дуг Талер           | 2:28         |
| Общая длительность: | Общая длительность:  | Общая длительность: | 5:03         |

## Участники записи
| The Elves: - Ронни Дио — вокал, бас-гитара, - Дэвид Файнштейн — соло-гитара, - Дуг Талер — ритм-гитара, - Мики Ли Соул — клавишные, - Гэри Дрискол — ударные. | Технический персонал: - Скотт Инглиш — музыкальный продюсер - Клаус Огерман — звукорежиссёр |

## Другие версии
Помимо Ronnie Dio and the Prophets/The Elves в период с 1967 по 1969 годы «Walking in Different Circles» исполнялась целым рядом американских музыкальных исполнителей и коллективов эпохи. Так, в конце апреля 1967 года ATCO Records выпустила сингл с этой песней в интерпретации женской группы из Нью-Йорка — Goldie and the Gingerbreads. Ровно через год, в апреле 1968 года, на Fontana Records свою версию представила рок-группа The Castaways из Миннесоты, а ещё через месяц — саншайн-поп-квинтет The Peppermint Rainbow из Балтимора.

## Комментарии
1. ↑  Ставшая вторым и последним синглом в дискографии The Elves[4].